# Peru nos Jogos Pan-Americanos de 2015
Peru competiu nos Jogos Pan-Americanos de 2015 em Toronto de 10 a 26 de julho de 2015. O país competiu em 7 esportes com 58 atletas e conquistou 3 medalhas de ouro.